# Каменка (Убинский район)
Каменка — деревня в Убинском районе Новосибирской области. Входит в состав Раисинского сельсовета.

## География
Площадь деревни — 75 гектаров.

## Население
| 2002 | 2007 | 2010 |
| ---- | ---- | ---- |
| 237  | ↘206 | ↘158 |

## Инфраструктура
В деревне, по данным на 2007 год, функционировали 1 учреждение здравоохранения и 1 учреждение образования.

## Аварийная посадка Airbus А320 «Уральских авиалиний»
12 сентября 2023 года в 9:44 по местному времени борт авиакомпании «Уральские авиалинии», выполнявший рейс U6-1383 Сочи—Омск, совершил аварийную посадку в поле к юго-востоку от Каменки. Никто из 165 находившихся на борту людей не погиб и не пострадал.